# Anthidium ordinatum
Anthidium ordinatum är en biart som beskrevs av Smith 1879. Anthidium ordinatum ingår i släktet ullbin, och familjen buksamlarbin. Inga underarter finns listade i Catalogue of Life.